# Piero Dall'Agnol
Piero Dall'Agnol (Belluno, 10 settembre 1963) è un fumettista italiano.

## Biografia
Esordisce disegnando fumetti erotici per la Edifumetto e, successivamente, lavora con Franco Mescola ad un progetto per l'editore Casterman sulla rivista francese À Suivre.
Dalla fine degli anni ottanta è nel team di disegnatori di Dylan Dog della Sergio Bonelli Editore esordendo sul n. 34, Il buio, scritta da Claudio Chiaverotti e pubblicata nel 1989, alla quale seguiranno altre storie negli anni. Su testi di Antonio Vianovi disegna Erinni, e nel 1993, la serie So long Baby per la rivista Cyborg. Nel 1997, sempre per la Bonelli, realizza alcune storie della serie Nick Rider, disegnando il n. 107 (Morire dal ridere, aprile 1997) e Julia, disegnando il n. 4 (Diluvio di fuoco, gennaio 1999) e il n. 16 (L'ombra del tempo, gennaio 2000); ritorna a disegnare Dylan Dog nel 2002 affiancato alle matite e alle chine da altri disegnatori della Bonelli come Francesco Cattani e Luigi Siniscalchi.
Lo statunitense Adam Pollina lo include tra i disegnatori che più hanno ispirato il suo stile.